# 阿奇森府

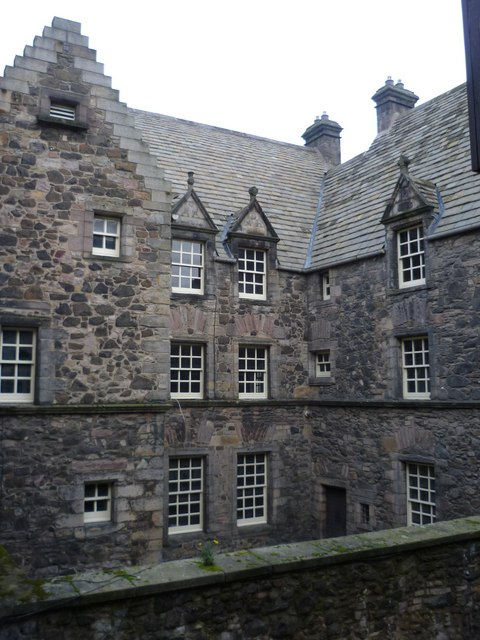

阿奇森府（Acheson House）是苏格兰爱丁堡老城的一座17世纪住宅，在皇家一英里下部的修士门（Canongate）。它建于1633年，属于阿尔奇巴德·阿奇森男爵。在19世纪，阿奇森家族衰败。1924年市议会收购这座建筑，1930年代布特侯爵夫人将其买下并修复。它后来被教会和艺术团体使用，但在1991年和2011年之间空置。2011年11月，阿奇森府成为爱丁堡世界遗产信托的基地。该建筑物的底层将成为爱丁堡博物馆的一部分。
1970年10月14日，阿奇森府被列为A类登录建筑加以保护。

## 历史
阿奇博尔德·阿奇森爵士（c.1580-1634）是一名苏格兰律师，在1610年移民到爱尔兰。他在苏格兰保持自己的职位，然后在1625年担任苏格兰议会的议员，在1634年之前的某个时候，曾担任苏格兰国王查尔斯一世的苏格兰国务大臣。阿奇博尔德爵士和他的妻子玛格丽特·汉密尔顿在1633年建造阿奇森府，但他第二年就去世了。1636年，阿奇森府卖给爱丁堡商人帕特里克·伍德，后来又经过许多业主之手。阿奇森府在18世纪被分割，19世纪初楼内还开设了妓院。在1830年和1924年之间，它由Slater家庭拥有。
在20世纪，老城的生活水平下降，市议会决定清除贫民窟。为此，市议会收购了阿奇森府，1935年布特侯爵夫人看中了这栋房子，将其买下，并委托建筑师罗伯特·赫德进行修复。1938年该建筑一度考虑成为苏格兰事务大臣的官邸，但第二年它被修士门教堂收购，由教会机构Iona Community使用。在1947年和1951年之间，一个教育出版社和他的妻子和五个孩子使用它作为他们的家庭。从1951年成为苏格兰工艺中心，展示苏格兰当代工艺品。工艺中心于1991年关闭，该建筑物空了20年。2007年计划准备将该建筑物纳入爱丁堡博物馆。2011年，房子进行修复，11月爱丁堡世界遗产信托从夏洛特广场5号搬到了这里。

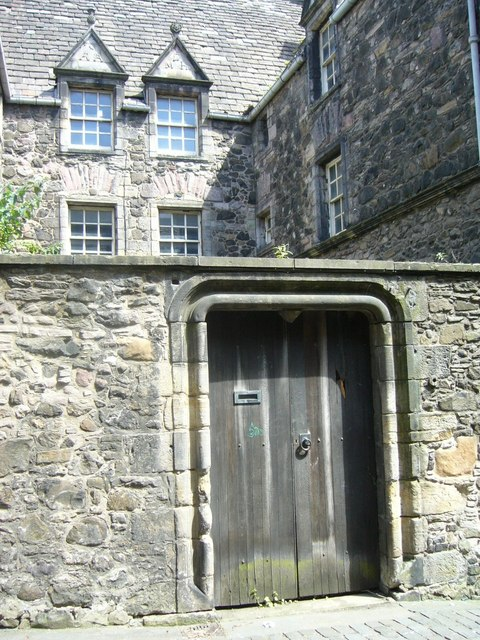